# Mechthild von Alemann
Mechthild von Alemann, née le 29 janvier 1937, est une femme politique allemande.
Membre du Parti libéral-démocrate, elle siège au Landtag de Rhénanie-du-Nord-Westphalie de 1975 à 1980 et au Parlement européen de 1979 à 1984 et de 1989 à 1994.

## Distinctions
- Croix d'officier de l'ordre du Mérite